# راؤول فاليجو سواريز
راؤول فاليجو سواريز (بالإسبانية: Raúl Vallejo Suárez)‏ (30 نوفمبر 1995 في إسبانيا - ) هو لاعب كرة قدم إسباني في مركز الوسط. لعب مع نومانسيا.

## وصلات خارجية
- راؤول فاليجو سواريز على موقع قاعدة بيانات كرة القدم.إي يو (الإنجليزية)
- راؤول فاليجو سواريز على موقع Soccerway.com (الإنجليزية)